# Maria Ana da Baviera (1551–1608)
Maria Ana da Baviera (em alemão:  Maria Anna von Bayern; Munique, 21 de março de 1551 — Graz, 29 de abril de 1608), foi arquiduquesa da Áustria como esposa de Carlos II de Áustria.

## Família
Ela era a filha do duque Alberto V da Baviera e da arquiduquesa Ana de Áustria.
Seus avós paternos Guilherme IV da Baviera  e Maria Jacobeia de Baden-Sponheim. Já seus avós maternos foram o imperador Fernando I do Sacro Império Romano-Germânico, e Ana da Boêmia e Hungria, filha do rei Vladislau II da Hungria. 

## Biografia
Maria Ana contraiu matrimônio com seu tio materno Carlos II de Áustria, com quem teve quinze filhos.

### Descendência
- Fernando de Habsburgo (1572). Arquiduque da Áustria.

- Ana de Áustria (Graz, 16 de agosto de 1573 – Varsóvia, 2 de fevereiro de 1598). Arquiduquesa da Áustria, casada com Sigismundo III Vasa, Rei da Polônia.

- Maria Cristina de Habsburgo (1574–1621). Arquiduquesa da Áustria.

- Catarina de Habsburgo (1576–1595). Arquiduquesa da Áustria.

- Isabel de Habsburgo (1577–1586). Arquiduquesa da Áustria.

- Fernando II (Graz, 9 de julho de 1578 – Viena, 15 de fevereiro de 1637). Arquiduque da Áustria. Duque de Estíria (1590), Rei da Boêmia (1617), Rei da Hungria (1618) e Imperador Romano-Germânico (1619). Casado com Maria Ana de Baviera.

- Carlos de Habsburgo (1579–1580). Arquiduque da Áustria.

- Gregória de Habsburgo (1581–1597). Arquiduquesa da Áustria.

- Leonor de Habsburgo (1582–1620). Arquiduquesa da Áustria.

- Maximiliano de Habsburgo (1583–1616). Arquiduque da Áustria.

- Margarida da Áustria, Rainha da Espanha (Graz, 25 de dezembro de 1584 – El Escorial, 3 de agosto de 1611). Arquiduquesa da Áustria. Casada com Filipe III de Espanha.

- Leopoldo V de Habsburgo (Graz, 9 de outubro de 1586 – Tirol, 13 de setembro, 1632). Arquiduque da Áustria, Conde do Tirol. Casado com Cláudia de Médici.

- Constança de Habsburgo (Graz, 24 de dezembro de 1588 – Varsóvia, [10 de julho de 1631). Arquiduquesa da Áustria. Casada com Sigismundo III Vasa da Polônia.

- Maria Madalena de Áustria (Graz, 7 de outubro de 1589 – Florença, 1 de novembro de 1631). Arquiduquesa da Áustria. Casada com Cosme II de Médici, Grão-Duque da Toscana.

- Carlos de Habsburgo (1590–1624). Arquiduque da Áustria.